# Rāgarāja

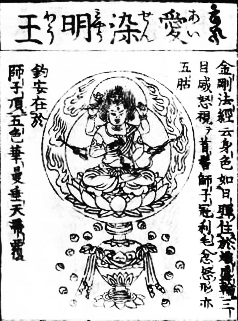
愛染明王像

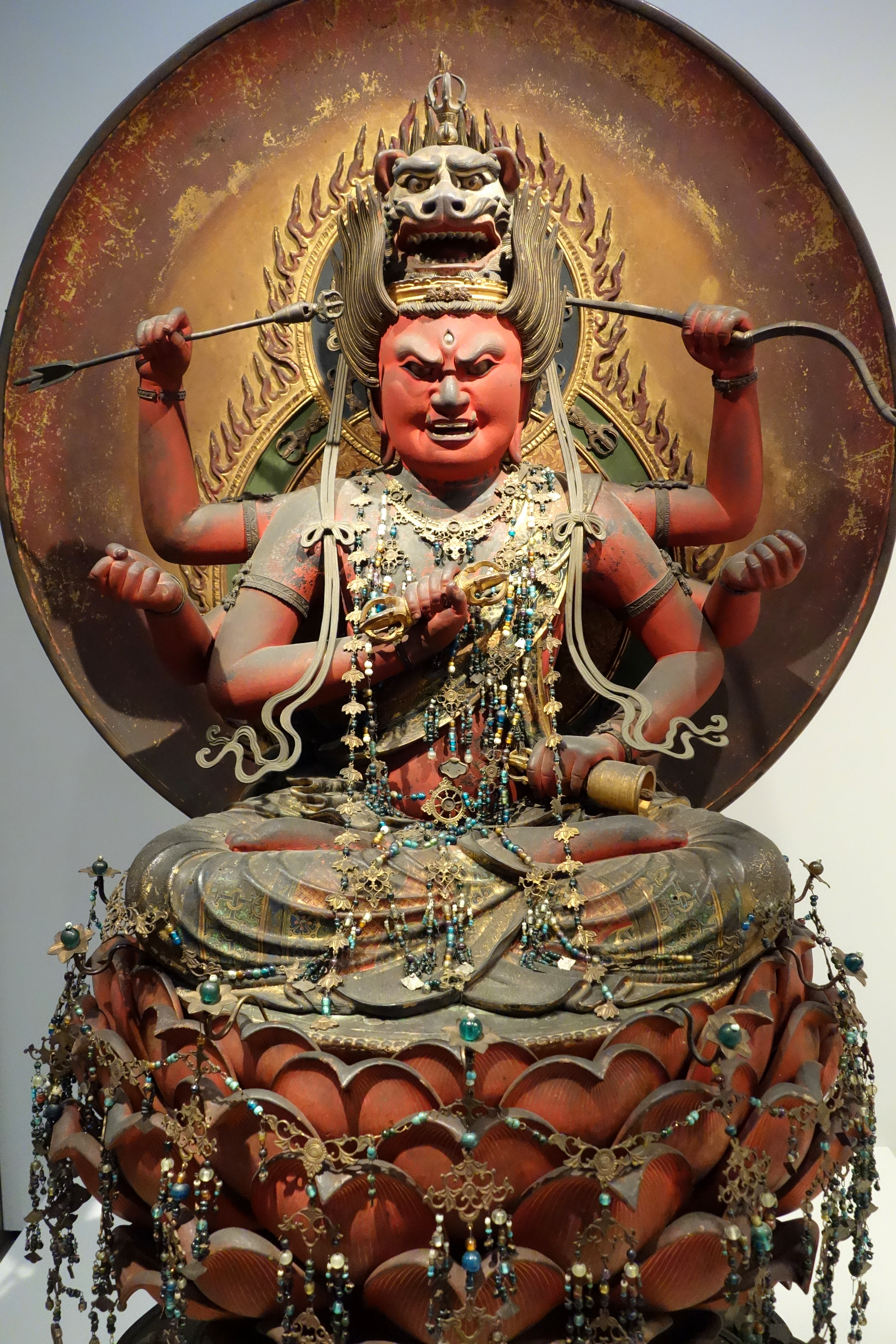
Musée national de Tokyo

Rāgarāja, roi des passions, est une divinité commune au bouddhisme tibétain et au bouddhisme ésotérique japonais shingon ou tendai.
Au Japon, sous le nom de Aizen Myōō (愛染明王), il représente la forme irritée de Maha Vairocana du mandala du vajra, son pendant sur le mandala de la matrice étant Fudo myoo, autre divinité irritée chère au cœur des Japonais.
Comme Kâma, le dieu de l'amour profane, il est de couleur rouge et porte dans ses six mains un arc et une flèche, un vajra et une cloche, un lotus et un soleil. Il est assis sur un lotus supporté par un vase d'où jaillissent des joyaux (mani).
Sa chevelure est dressée et au centre apparaît une tête léonine surmontée d'un vajra en forme de crochet.
Il est considéré comme une forme irritée de vajrasattva
Il est aussi présent dans le mandala de Nichiren le Gohonzon sous la forme de son bija Hum (syllabe germe) écrit en siddham.
Selon le sutra du "Pavillon du pic Vajra" Ragaraja représente l'état où l'excitation sexuelle et la passion amoureuse, qui sont par ailleurs décriées dans les textes plus anciens comme étant des souillures, sont considérées comme égales à l'illumination "bonno soku bodai», et où l'amour passionné peut se transformer en compassion pour tous les êtres vivants.